# The Suburbs
The Suburbs é o  terceiro álbum de estúdio da banda de indie rock canadense Arcade Fire, lançado em 2 de agosto de 2010 no Reino Unido e em 3 de agosto de 2010 nos Estados Unidos. O CD estreou em #1 lugar em vendas no Canadá, na Irlanda, na Inglaterra, em Portugal e nos EUA.
Ele foi considerado o "Álbum do Ano" de 2011 nos 53ª Grammy Awards.

## Faixas
Todas as músicas compostas por Arcade Fire.
| N.º | Título                                   | Duração |  |
| 1.  | "The Suburbs"                            | 5:14    |  |
| 2.  | "Ready to Start"                         | 4:15    |  |
| 3.  | "Modern Man"                             | 4:39    |  |
| 4.  | "Rococo"                                 | 3:56    |  |
| 5.  | "Empty Room"                             | 2:51    |  |
| 6.  | "City with No Children"                  | 3:11    |  |
| 7.  | "Half Light I"                           | 4:13    |  |
| 8.  | "Half Light II (No Celebration)"         | 4:25    |  |
| 9.  | "Suburban War"                           | 4:45    |  |
| 10. | "Month of May"                           | 3:50    |  |
| 11. | "Wasted Hours"                           | 3:20    |  |
| 12. | "Deep Blue"                              | 4:28    |  |
| 13. | "We Used to Wait"                        | 5:01    |  |
| 14. | "Sprawl I (Flatland)"                    | 2:54    |  |
| 15. | "Sprawl II (Mountains Beyond Mountains)" | 5:25    |  |
| 16. | "The Suburbs (Continued)"                | 1:27    |  |

## Tabelas

### Paradas musicais
| Paradas (2010)         | Melhor Posição |
| ---------------------- | -------------- |
| Austrália Albums Chart | 6              |
| Bélgica Albums Chart   | 6              |
| Canadá Albums Chart    | 1              |
| Alemanha Albums Chart  | 4              |
| Irlanda Albums Chart   | 1              |
| Portugal Albums Chart  | 1              |
| UK Albums Chart        | 1              |
| Billboard 200          | 1              |

### Certificações
| País           | Certificador | Certificação |
| -------------- | ------------ | ------------ |
| Canadá         | CRIA         | 2× Platina   |
| Dinamarca      | IFPI         | Ouro         |
| Reino Unido    | BPI          | Platina      |
| Estados Unidos | RIAA         | Ouro         |

## Créditos
Arcade Fire (mixagem, produção):
- Will Butler
- Win Butler
- Régine Chassagne
- Jeremy Gara
- Tim Kingsbury
- Sarah Neufeld
- Richard Reed Parry